# Кадмий лимонный
Кадмий лимонный — пигмент и краска для рисования желтого цвета. Краситель на основе сульфида кадмия. Однопигментная укрывистая, светостойкая краска. Производят из сернокислого кадмия и сернокислого цинка. Или сернокислого кадмия, гипосульфита и цинковых белил.

Вначале расплавляют гипосульфит в своей кристаллизационной воде при температуре 60—75 °C, затем к разбавленному гипосульфиту добавляют измельченную смесь сернокислого кадмия с кальцинированной содой, а для получения лимонного кадмия добавляют смесь сернокислого кадмия с цинковыми белилами. После непродолжительной варки шихту прокаливают в эмалированных противнях при температуре для лимонного кадмия не выше 500 °C, а для желтого не выше 600 °C в течение 1—2 часов.

Применяется в живописи с начала XIX века — в масляных, акварельных, акриловых и других красках.